# Stars rain down
Stars rain down is het eerste livealbum van Erik Norlander, dat onder diens naam verscheen. Het album is opgenomen tijdens diverse concerten tussen april 2001 en juni 2003. Norlander was in die dagen ook bezig met zijn rockopera Music machine en maar speelde veelvuldig met de muziekgroep Lana Lane, genoemd naar mevrouw Norlander. 

## Musici
- Erik Norlander – toetsinstrumenten
- Kelly Keeling – zang
- Lana Lane – zang
- Peer Verschuuren – gitaar
- Don Schiff – stick
- Ernst van Ee – slagwerk
- Ed Warby – slagwerk.

## Muziek
| Nr. | Titel                | Duur  |
| --- | -------------------- | ----- |
| 1.  | Rome is burning      | 6:15  |
| 2.  | Beware the vampires  | 4:53  |
| 3.  | One of the machines  | 5:33  |
| 4.  | Mariner              | 7:54  |
| 5.  | Sky full of stars    | 10:14 |
| 6.  | Lost highway         | 5;13  |
| 7.  | Arrival              | 1:52  |
| 8.  | Neurosaur            | 5:37  |
| 9.  | Heavy metal symphony | 5:09  |
| 10. | Project blue prince  | 5:24  |
| 11. | Fly                  | 7:33  |
| 12. | Oblivion days        | 4:14  |
| 13. | Space: 1999          | 4:44  |